# Condylostylus paricoxa
Condylostylus paricoxa är en tvåvingeart som beskrevs av Octave Parent 1939. Condylostylus paricoxa ingår i släktet Condylostylus och familjen styltflugor.
Artens utbredningsområde är Zimbabwe. Inga underarter finns listade i Catalogue of Life.